# Alexis Flips
Alexis Laurent Patrice Roge Flips (Villeneuve-d'Ascq, 18 januari 2000) is een Frans voetballer die sinds augustus 2023 onder contract ligt bij RSC Anderlecht.

## Clubcarrière
Flips genoot zijn jeugdopleiding bij AS Hellemmes en Lille OSC. In het seizoen 2016/17 maakte hij zijn opwachting bij het tweede elftal van Lille OSC, dat toen uitkwam in de CFA. Verspreid over vier seizoenen speelde hij 51 competitiewedstrijden voor Lille B. In de zomer van 2017 ondertekende hij zijn eerste profcontract bij Lille.
In augustus 2019 leende Lille hem voor een seizoen uit aan AC Ajaccio, dat toen uitkwam in de Ligue 2. Naast dertien competitiewedstrijden speelde Flips dat seizoen ook een wedstrijd in de Coupe de France ne in de Coupe de la Ligue voor Ajaccio. Hij speelde ook vier competitiewedstrijden voor het tweede elftal van de club in de Championnat National 3.
Op 5 oktober 2020 trok Flips de deur bij Lille definitief achter zich dicht: de toen twintigjarige Fransman ondertekende een vierjarig contract bij Stade de Reims.
In augustus 2023 trok Flips naar RSC Anderlecht, waar hij een vijfjarig contract ondertekende.

## Interlandcarrière
Flips nam in 2017 met Frankrijk –17 deel aan het EK onder 17 in Kroatië. In de groepsfase liet bondscoach Lionel Rouxel hem driemaal invallen, alsook in de kwartfinale tegen Spanje, die de Fransen met 3-1 verloren. In de play-offwedstrijd voor een WK-ticket tegen Hongarije (0-1-winst) kreeg hij een basisplaats en werd hij in de 67e minuut gewisseld.
Doordat Frankrijk op het EK met 6 op 9 beter had gedaan dan Nederland (4 op 9) en Ierland (3 op 9), en ze vervolgens Hongarije klopten, mochten ze in oktober 2017 deelnemen aan het WK onder 17 in India. Net als onder andere Aurélien Tchouaméni, William Bianda, Wilson Isidor en Willem Geubbels werd ook Flips geselecteerd voor dit WK. Flips kwam er voor het eerst in actie in de derde groepswedstrijd tegen Honduras, waarin hij meteen tweemaal scoorde. Ook in de achtste finale tegen Spanje kreeg hij een basisplaats. Opnieuw liep dit niet goed af voor de Fransen: vlak voor de rust wiste Juan Miranda het openingsdoelpunt van Lenny Pintor uit, en in de 90e minuut, toen Flips al gewisseld was, scoorde Abel Ruiz vanop de strafschopstip het winnende doelpunt voor Spanje.
In 2019 nam Flips met Frankrijk –19 deel aan het EK onder 19 in Armenië. Flips kwam er aan de start in alle drie de groepswedstrijden, in de eerste groepswedstrijd tegen Tsjechië (die Frankrijk met 0-3 won) scoorde hij zelfs het openingsdoelpunt vanop de strafschopstip. Flips speelde in de halve finale ook een hele wedstrijd tegen Spanje, dat de Fransen na strafschoppen uit het toernooi kegelde.